# Cámara abierta
Cámara abierta 2.0 es un programa de cultura digital que se emite en TVE. Creado en 2007 es el primer programa dedicado a internet como plataforma de información, creación y comunicación. Se emitió inicialmente en La 2. En la actualidad se emite también en el Canal 24 horas. Su primera directora fue Georgina Cisquella. En la actualidad está dirigido por Daniel Seseña.

## Trayectoria
El programa comenzó a emitirse el 12 de noviembre de 2007 como un espacio para rastrear Internet como plataforma de información, creación y comunicación, convirtiéndose en el primer programa de una televisión nacional dedicado al mundo en línea.  El programa apuesta por el periodismo ciudadano y la colaboración de los telespectadores, que envían videos de contenido informativo. El primer equipo estaba liderado por Georgina Cisquella (editora) con Marta Rodríguez (editora adjunta), Daniel Seseña (bloguero), César Vallejo (realizador) y ANDRES de la Calera (productor).
En la actualidad Cámara abierta 2.0 está dirigido y presentado por Daniel Seseña. Responsable de la producción el productor Arturo Cifuentes . En el equipo de redacción se encuentra la guionista Nuria Verde, y en 2019 cuenta con colaboraciones como la de la periodista y activista saharaui Ebbaba Hameida

## Premios y reconocimientos
- 2008 Premio Tecnet del Ministerio de Industria[6]